# Villaggio San Marco
Il Villaggio San Marco è un quartiere di Mestre nel comune di Venezia
Sorge a sud-est del centro storico, nell'area compresa tra i canali Salso e Osellino, lungo la direttrice per Venezia.

## Storia e descrizione
È uno degli esempi più significativi nell'ambito dei nuovi insediamenti realizzati in Italia del secondo dopoguerra. Fu concepito sin dal 1946 dagli architetti Luigi Piccinato e Giuseppe Samonà basandosi, attraverso statistiche e sondaggi, sulle esigenze degli operai di Marghera.
Il principio era quello di creare un quartiere, a metà strada fra i centri di Venezia e Mestre, in cui potessero convergere e integrarsi famiglie con origini ed estrazioni differenti. Allo scopo di favorire l'aggregazione sociale, si decise di allontanare il traffico veicolare dalle aree residenziali, deviandolo nelle strade ai margini dell'abitato (attuali via Vespucci e via Forte Marghera), e di creare otto sottonuclei abitativi immersi nel verde.
Questi agglomerati, le cosiddette "corti", riprendono gli aspetti della "Venezia Minore" studiati da Egle Renata Trincanato. Erano costituiti da case a due piani disposte a schiera attorno a un edificio centrale a quattro piani dove potevano trovar posto i servizi commerciali di base. Un centro civico avrebbe provveduto a legare fra loro le corti.
L'idea si concretizza nel 1951 con l'approvazione del nuovo piano urbanistico di Mestre. Su richiesta dell'Ina-casa, Piccinato e Samonà organizzarono un gruppo di ingegneri e architetti per definire i dettagli del progetto, anche in base alle esigenze del nuovo piano urbanistico. In particolare, fu richiesta la costruzione di una strada centrale che avrebbe attraversato il quartiere per tutta la sua lunghezza (attuale viale San Marco). Furono comunque mantenute la dimensione (12.000 abitanti), la suddivisione in corti (dai 1.000-2.000 abitanti ciascuna) e l'inserimento di alcune strutture collettive (scuole, chiesa, cinema, centro sportivo, ecc.).
Tuttavia la costruzione, durata un quindicennio, non aderì perfettamente al progetto e una parte non fu nemmeno realizzata: rimasero sulla carta l'VIII corte (quella adiacente a Forte Marghera), le "case alte" previste lungo la strada per Trieste (via Forte Marghera), il centro civico e il centro sportivo.